# 里中綾子
里中 綾子（さとなか あやこ、1968年8月29日 - ）は、三重県を中心に活動するフリーアナウンサー。

## 経歴
京都府出身。同志社大学文学部英文学科卒。卒業後は全日空国内線のキャビンアテンダントになる。退職後の2000年に、祖母の出身地である三重県に拠点を移し、フリーアナウンサーになる。現在は松阪ケーブルテレビ「夕刊三重ニュース一本釣り」のキャスターを夕刊三重の記者と共に務めている。所属事務所は岡田プランニング。

## 家族
妹が2人いる。

## 現在の出演番組
- 松阪ケーブルテレビ「夕刊三重 ニュース一本釣り」キャスター

## 過去の出演番組
- 三重テレビ「あなたにピッ！」レポーター
- FM三重「ライド・オン・NOW」パーソナリティ
- FM三重「あかね色の午後」パーソナリティ
- FM三重「マームお昼時サンデー」パーソナリティ(毎週日曜12:00～12:29)

## その他の活動
- 「後久義昭 ふるさと伊勢リサイタル」MC（2009年3月7日[3]）
- 伊勢市立御薗中学校PTA会長（2011年[1]）
- 「まつさかにぎわいまつり」MC[4]
- 「松阪シティマラソン大会」MC[5]

## 資格・特技
- 4級船舶免許
- 国際コーチ連盟(ICF)プロフェッショナル認定コーチコース取得